# The Harmless Lunatic's Escape
The Harmless Lunatic's Escape è un cortometraggio muto del 1908 diretto da Lewin Fitzhamon.

## Trama
Un pazzo fugge dal manicomio a bordo dell'auto del dottore e va a sbattere contro un muro.

## Produzione
Il film fu prodotto dalla Hepworth.

## Distribuzione
Distribuito dalla Hepworth, il film - un cortometraggio dalla durata non conosciuta - uscì nelle sale cinematografiche britanniche nel giugno 1908.
Si conoscono pochi dati del film che, prodotto dalla Hepworth, fu distrutto nel 1924 dallo stesso produttore, Cecil M. Hepworth. Fallito, in gravissime difficoltà finanziarie, il produttore pensò in questo modo di poter almeno recuperare il nitrato d'argento della pellicola.